# Carrie Chapman Catt
Carrie Chapman Catt (Ripon, Wisconsin, 9 de enero de 1859-New Rochelle, Nueva York, 9 de marzo de 1947) fue una feminista estadounidense y una de las dirigentes del movimiento por el sufragio femenino en Estados Unidos.

## Biografía
Carrie Chapman Catt nació el 9 de enero de 1859. Su activismo fue fundamental en la aprobación de la Decimonovena Enmienda a la Constitución, que otorgó a las mujeres el derecho al voto en 1920. Fue presidenta de la National American Woman Suffrage Association y fundadora de  la League of Women Voters y la International Alliance of Women. Después de lograr el voto femenino, se dedicó también a luchar por la paz mundial y apoyó con energía a la Liga de las Naciones. Fue elegida para formar parte del National Women's Hall of Fame en 1982.

## Obra
- Woman Suffrage and Politics: The Inner Story of the Suffrage Movement (1923)